# Erik Bergkvist
Erik Bergkvist (ur. 1 maja 1965 w Norsjö, zm. 20 lutego 2024) – szwedzki polityk i działacz samorządowy, poseł do Parlamentu Europejskiego IX kadencji.

## Życiorys
Z wykształcenia ekonomista, kształcił się na Uniwersytecie w Umeå, gdzie uzyskał doktorat. Był m.in. prezesem komunalnego przedsiębiorstwa energetycznego Umeå Energi i przewodniczącym komitetu do spraw kultury w gminie Umeå.
Działacz Szwedzkiej Socjaldemokratycznej Partii Robotniczej (SAP), w 2009 dołączył do zarządu krajowego partii. Został również radnym i członkiem władz regionu administracyjnego Västerbotten.
W wyborach w 2019 z ramienia socjaldemokratów uzyskał mandat eurodeputowanego IX kadencji. Jesienią 2023 ujawnił, że zdiagnozowano u niego raka płuca. Zmarł 20 lutego 2024.